# Vila Sara (São Tomé)
Vila Sara é uma aldeia de São Tomé e Príncipe, localiza-se no Distrito de Lembá, ilha de São Tomé, próxima às localidades de Emília e de Ribeira Palma Praia.